# ChemRxiv
ChemRxiv és un repositori científic d'accés obert on es desen publicacions preliminars d'articles científics sobre la ciència de la química. És gestionat per tres societats de l'àmbit de la química: Societat Química Americana, Royal Society of Chemistry i la Gesellschaft Deutscher Chemiker. Va sorgir imitant la iniciativa en altres àrees del coneixement.
Utilitza el programari Figshare, permet la recol·lecció mitjançant el protocol OAI-PMH i mitjançant una API, assigna identificadors DOI automàticament i posa automàticament les relacions entre la publicació preliminar i l'article finalment publicat.
Abans del seu llançament es publicà una web de nom similar, ChemArxiv, que pretenia enganyar als usuaris de ChemRxiv. El responsable darrere aquesta falsificació era Open Academic Press, una editorial depredadora.